# Datenbank Gefahrgut
Die Datenbank Gefahrgut ist eine Datenbank und liefert wesentliche Informationen, welche für den Transport von Gefahrgütern benötigt werden. Diese Informationen, für zurzeit mehr als 10.300 dem Gefahrgutrecht unterliegende Stoffe, werden dabei aus den einschlägigen Gefahrgutvorschriften zusammengetragen. Die Anfänge der Datenbank reichen zurück bis in das Jahr 1982.
Die Datenbank liefert für ein Gefahrgut Informationen, unter anderem, hinsichtlich:
- Gefahrgutklasse (die Unterscheidung der Art der Gefahr erfolgt durch die Einteilung in Klassen),
- Verpackungsgruppe (die Einteilung der Stoffe innerhalb ihrer Gefahrgutklasse, um ihre Gefährlichkeit abzustufen),
- Klassifizierungscode (der Klassifizierungscode gibt Auskunft über die Stoffeigenschaften des Gefahrgutes),
- Beförderungskategorie (die Einteilung von Gefahrgütern hinsichtlich ihres Gefahrenpotenzials)
- Gefahrgutkennzeichnung

Die Datenbank stellt ihre Gefahrgutdaten und Anwendungen der Öffentlichkeit kostenfrei zur Verfügung.
Die Datenbank gehört zum Fachbereich 3.1 „Sicherheit von Gefahrgutverpackungen und Batterien“ in der Bundesanstalt für Materialforschung und -prüfung (BAM). Bei der Erstellung und der Weiterentwicklung der Datenbank wird die BAM durch Fördermittel (bis Ende 2024), Datenaustausch oder Beratung oder durch das Bundesministerium für Verkehr, das Bundesamt für Strahlenschutz, die Physikalisch-Technische Bundesanstalt, das Umweltbundesamt sowie das Bundesinstitut für Risikobewertung unterstützt.